# 錢源
錢源（1430年—？），字有本，大寧都司營州右屯衛軍籍直隸崑山縣（今江蘇省昆山市）人，明朝政治人物。進士出身。

## 生平
順天府鄉試第五名。景泰五年（1454年）甲戌科會試第七十名，殿試登進士第二甲第一百二十九名。官至參議。

## 家族
曾祖父錢公路。祖父錢民則。父亲錢用端。